# 1963
1963. је била проста година.

## Догађаји

### Јануар
- 2. јануар — Вијетконг је однео прву већу победу у Вијетнамском рату у бици код Ап Бака.

### Март
- 8. март — Баас партија је дошла на власт у Сирији након државног удара који су извели официри сиријске војске.
- 21. март — Трансфером 27 последњих заточеника затворен је затвор Алкатраз, по максималној безбедности чувен затвор на истоименом острву у заливу Сан Франциска.

### Април
- 7. април — Југословенска Скупштина донела други Устав социјалистичке Југославије. Име земље промењено из ФНРЈ у СФРЈ (Социјалистичка Федеративна Република Југославија).
- 10. април — У имплозији америчке атомске подморнице УСС Трешер у северном Атлантику погинуло је 129 људи.

### Мај
- 8. мај — У граду Хуе војници Армија Републике Вијетнам су отворили ватру на будистичке демонстранте који су протестовали због владине одлуке да забрани истицање будистичке заставе на празник Весак, усмртивши 9 особа.
- 25. мај — Самит афричких држава у Адис Абеби је окончан споразумом о оснивању Организације афричког јединства.

### Јун
- 11. јун — Будистички редовник Тит Кван Дик се спалио бензином на прометној раскрсници у Сајгону како би протестовао против недостатка верских слобода у Јужном Вијетнаму.
- 11. јун — Гувернер Алабаме Џорџ Волас стојао је на вратима Аудиторија Фостер на Универзитету Алабаме у покушају да спречи двојицу црних студента да похађају наставу.
- 16. јун — Совјетски Савез лансирао васионски брод „Васток 6” с првом космонауткињом Валентином Терешковом.
- 17. јун — Врховни суд САД је у случају школска област Абингтона против Шемпа пресудио против рецитовања стихова из Библије и Оченаша у државним школама.
- 20. јун — СССР и САД се договориле о успостављању „црвеног телефона“ после Кубанске кризе.
- 21. јун — Кардинал Ђовани Батиста Монтини постао је папа Павле VI, након смрти папе Јована XXIII.
- 21. јун — Председник Француске Шарл де Гол повукао је поморске снаге из НАТО-а.

### Јул
- 9. јул — Потписан је споразум о формирању Федерације Малезије, у чији састав су ушли Малаја, Сингапур, Саравак и северни Борнео.
- 25. јул — СССР, САД и Уједињено Краљевство су закључили уговор о забрани нуклеарних проба у ваздуху, под водом и у космосу.
- 26. јул — Јак земљотрес погодио је Скопље, при чему је погинуло је 1.066 особа, а материјална штета била је процењена на тадашњих 500 милиона америчких долара.

### Август
- 8. август — Петнаесточлана банда је украла 2,6 милиона фунти из воза који је ишао од Глазгова ка Лондону.

### Септембар
- 16. септембар — Малаја, Сингапур, Северни Борнео (данашњи Сабах) и Саравак су се ујединили у Малезију.
- 25. септембар — Војска у Доминиканској Републици је оборила либералну владу Хуана Боша и суспендовала Устав.

### Октобар
- 9. октобар — Више од 2.000 људи погинуло у поплавама када је велики одрон изазвао велики талас који је надвисио брану Вајонт код Лонгаронеа, у североисточној Италији.
- 19. октобар — Алек Даглас-Хоум наслеђује Харолда Макмилана као премијер Уједињеног Краљевства.

### Новембар
- 2. новембар — Председник Јужног Вијетнама Нго Дин Зјем је убијен у државном удару који је извела Армија Јужног Вијетнама.
- 21. новембар — Католички Други ватикански сабор је одобрио употребу локалних језика у црквеним обредима уместо латинског.
- 22. новембар — У Даласу је убијен председник САД Џон Кенеди, а рањен гувернер Тексаса Џон Коноли (Атентат на Џона Кенедија).
  - Потпредседник Линдон Џонсон проглашен за председника САД.
- 24. новембар — Џек Руби је у полицијској станици убио Лија Харвија Освалда, осумњиченог за атентат на председника САД Џона Кенедија у Даласу,

### Децембар
- 14. децембар — Брана која је држала језеро Болдвин Хилс у Лос Анђелесу је попустила, изазвавши бујицу која је уништила 277 домова.
- 29. децембар — Грчка влада послала трупе на Кипар како би прекинула грађански рат који је тамо избио.

## Рођења

### Јануар
- 1. јануар — Срђан Драгојевић, српски редитељ и сценариста[1]
- 1. јануар — Дражен Ладић, хрватски фудбалски голман и фудбалски тренер[2]
- 4. јануар — Тил Линдеман, немачки музичар, глумац и песник, најпознатији као певач групе
- 11. јануар — Миа Беговић, хрватска глумица[3]
- 14. јануар — Стивен Содерберг, амерички редитељ, сценариста, продуцент и глумац[4]
- 17. јануар — Кај Хансен, немачки музичар, најпознатији као суоснивач и члан група  и
- 21. јануар — Хаким Олајџувон, нигеријско-амерички кошаркаш[5]
- 21. јануар — Детлеф Шремпф, немачки кошаркаш и кошаркашки тренер[6]
- 24. јануар — Валентајн Деми, италијанска мејнстрим и порнографска глумица[7]
- 26. јануар — Милко Ђуровски, македонски фудбалер и фудбалски тренер[8]
- 26. јануар — Жозе Мурињо, португалски фудбалер и фудбалски тренер[9]

### Фебруар
- 2. фебруар — Ева Касиди, америчка музичарка (прем. 1996)[10]
- 5. фебруар — Горан Јурић, хрватски фудбалер[11]
- 8. фебруар — Душко Радиновић, црногорски фудбалер[12]
- 9. фебруар — Лоло Ферари, француска мејнстрим глумица, порнографска глумица, плесачица и певачица (прем. 2000)[13]
- 17. фебруар — Мајкл Џордан, амерички кошаркаш[14]
- 20. фебруар — Чарлс Баркли, амерички кошаркаш[15]
- 28. фебруар — Клаудио Кјапучи, италијански бициклиста

### Март
- 17. март — Трпимир Јуркић, хрватски глумац[16]
- 18. март — Ванеса Л. Вилијамс, америчка музичарка и глумица[17]
- 20. март — Дејвид Тјулис, енглески глумац, редитељ, сценариста и писац[18]
- 21. март — Роналд Куман, холандски фудбалер и фудбалски тренер[19]
- 27. март — Квентин Тарантино, амерички редитељ, сценариста, продуцент и глумац[20]

### Април
- 6. април — Дерик Меј, амерички ди-џеј и продуцент електронске музике
- 7. април — Бернар Лама, француски фудбалски голман и фудбалски тренер[21]
- 8. април — Дин Норис, амерички глумац[22]
- 13. април — Гари Каспаров, руски шахиста
- 13. април — Мо Џонстон, шкотски фудбалер и фудбалски тренер[23]
- 18. април — Ерик Макормак, канадски глумац[24]
- 18. април — Конан О’Брајен, амерички ТВ водитељ, комичар, сценариста и продуцент[25]
- 21. април — Рој Дипи, канадски глумац[26]
- 26. април — Џет Ли, кинески глумац[27]

### Мај
- 3. мај — Џеф Хорнасек, амерички кошаркаш и кошаркашки тренер[28]
- 5. мај — Џејмс Лабри, канадски музичар, најпознатији као певач групе [29]
- 9. мај — Сања Долежал, хрватска музичарка и ТВ водитељка[30]
- 11. мај — Наташа Ричардсон, енглеско-америчка глумица (прем. 2009)[31]
- 12. мај — Панајотис Фасулас, грчки кошаркаш и политичар[32]
- 24. мај — Џо Думарс, амерички кошаркаш[33]
- 25. мај — Мајк Мајерс, канадски глумац, комичар, сценариста и продуцент[34]
- 26. мај — Мери Најтингејл, енглеска спикерка и ТВ водитељка[35]
- 31. мај — Џон Бери, амерички панк музичар, суоснивач групе Beastie Boys (прем. 2016)

### Јун
- 3. јун — Аница Добра, српска глумица[36]
- 5. јун — Зоран Еркман, српски музичар, најпознатији као трубач (прем. 2013)
- 6. јун — Џејсон Ајзакс, енглески глумац и продуцент[37]
- 6. јун — Венсан Коле, француски кошаркаш и кошаркашки тренер[38]
- 9. јун — Џони Деп, амерички глумац, продуцент и музичар[39]
- 10. јун — Џин Триплхорн, америчка глумица[40]
- 11. јун — Саша Бошковић, српски рукометни тренер
- 14. јун — Рамбо Амадеус, српско-црногорски музичар
- 14. јун — Риалда Кадрић, српска глумица (прем. 2021)[41]
- 15. јун — Владан Дујовић, српски глумац[42]
- 15. јун — Хелен Хант, америчка глумица, редитељка и сценаристкиња[43]
- 17. јун — Грег Кинир, амерички глумац[44]
- 18. јун — Џеф Милс, амерички ди-џеј и музички продуцент[45]
- 24. јун — Предраг Радосављевић, српско-амерички фудбалер и фудбалски тренер[46]
- 25. јун — Џорџ Мајкл, енглески музичар (прем. 2016)
- 30. јун — Владимир Вермезовић, српски фудбалер и фудбалски тренер[47]
- 30. јун — Ингви Малмстен, шведски музичар, најпознатији као гитариста

### Јул
- 4. јул — Анри Леконт, француски тенисер[48]
- 5. јул — Иди Фалко, америчка глумица[49]
- 8. јул — Роки Керол, амерички глумац и редитељ[50]
- 9. јул — Звонимир Ђукић, српски музичар, најпознатији као оснивач, певач и гитариста групе Van Gogh[51]
- 13. јул — Спад Веб, амерички кошаркаш
- 15. јул — Бригит Нилсен, данска глумица, модел и музичарка[52]
- 16. јул — Сречко Катанец, словеначки фудбалер и фудбалски тренер[53]
- 16. јул — Горан Пандуровић, српски фудбалски голман и фудбалски тренер[54]
- 17. јул — Мати Никенен, фински ски скакач и музичар (прем. 2019)
- 18. јул — Марк Ђирардели, луксембуршки алпски скијаш
- 22. јул — Емилио Бутрагењо, шпански фудбалер[55]
- 23. јул — Слободан Живојиновић, српски тенисер[56]
- 24. јул — Карл Малон, амерички кошаркаш
- 26. јул — Мирко Влаховић, црногорски глумац[57]
- 27. јул — Горан Максимовић, српски стрелац[58]
- 27. јул — Дони Јен, кинеско-хонгконшки глумац, мајстор борилачких вештина, редитељ и продуцент[59]
- 29. јул — Александра Пол, америчка глумица и модел[60]
- 30. јул — Лиса Кудроу, америчка глумица, комичарка и продуценткиња[61]
- 30. јул — Крис Малин, амерички кошаркаш и кошаркашки тренер[62]
- 31. јул — Џунџи Ито, мангака[63]

### Август
- 1. август — Кулио, амерички хип хоп музичар, глумац и музички продуцент (прем. 2022)[64]
- 3. август — Џејмс Хетфилд, амерички музичар, најпознатији као суоснивач, певач и гитариста групе
- 5. август — Марк Стронг, енглески глумац[65]
- 9. август — Витни Хјустон, америчка музичарка и глумица (прем. 2012)[66]
- 13. август — Шридеви, индијска глумица и продуценткиња (прем. 2018)
- 15. август — Алехандро Гонсалес Ињариту, мексички редитељ, продуцент и сценариста[67]
- 16. август — Кристин Кавана, америчка глумица (прем. 2014)[68]
- 22. август — Тори Ејмос, америчка музичарка[69]
- 30. август — Мајкл Чиклис, амерички глумац[70]

### Септембар
- 3. септембар — Горан Собин, хрватски кошаркаш (прем. 2021)
- 6. септембар — Бетси Расел, америчка глумица[71]
- 9. септембар — Роберто Донадони, италијански фудбалер и фудбалски тренер[72]
- 16. септембар — Ричард Маркс, амерички музичар и музички продуцент[73]
- 19. септембар — Дејвид Симан, енглески фудбалски голман[74]
- 25. септембар — Тејт Донован, амерички глумац[75]
- 28. септембар — Весна Станојевић, српско-енглеска глумица[76]

### Октобар
- 6. октобар — Томас Бикел, швајцарски фудбалер[77]
- 6. октобар — Елизабет Шу, америчка глумица[78]
- 10. октобар — Драган Бјелогрлић, српски глумац, редитељ, сценариста и продуцент[79]
- 12. октобар — Дејв Леџено, енглески глумац и борац мешовитих борилачких вештина (прем. 2014)[80]
- 16. октобар — Данко Цвјетићанин, хрватски кошаркаш
- 20. октобар — Синиша Гогић, српско-грчки фудбалер и фудбалски тренер[81]
- 28. октобар — Ерос Рамацоти, италијански музичар
- 29. октобар — Џед Брофи, новозеландски глумац[82]
- 31. октобар — Карлос Дунга, бразилски фудбалер
- 31. октобар — Дермот Малрони, амерички глумац и музичар[83]
- 31. октобар — Роб Шнајдер, амерички глумац, комичар, сценариста и редитељ[84]

### Новембар
- 1. новембар — Марк Хјуз, велшки фудбалер и фудбалски тренер[85]
- 2. новембар — Драгољуб Брновић, црногорски фудбалер[86]
- 3. новембар — Војислав Жанетић, српски сценариста
- 5. новембар — Тејтум О’Нил, америчка глумица и списатељица[87]
- 5. новембар — Жан-Пјер Папен, француски фудбалер и фудбалски тренер
- 5. новембар — Дарко Томовић, српски глумац[88]
- 6. новембар — Бранка Пујић, српска глумица[89]
- 12. новембар — Сем Лојд, амерички глумац и музичар (прем. 2020)[90]
- 18. новембар — Петер Шмејхел, дански фудбалски голман
- 21. новембар — Николет Шеридан, енглеско-америчка глумица, продуценткиња и модел[91]
- 22. новембар — Ђуро Мацут, премијер Србије.

### Децембар
- 4. децембар — Сергеј Бупка, украјински атлетичар
- 15. децембар — Слободан Јанковић, српски кошаркаш (прем. 2006)
- 16. децембар — Бенџамин Брет, амерички глумац и продуцент[92]
- 18. децембар — Бред Пит, амерички глумац и продуцент[93]
- 19. децембар — Џенифер Билс, америчка глумица[94]
- 19. децембар — Тил Швајгер, немачки глумац, редитељ, сценариста и продуцент[95]
- 22. децембар — Ђузепе Бергоми, италијански фудбалер[96]
- 26. децембар — Ларс Улрих, дански музичар, глумац и музички продуцент, најпознатији као суоснивач и бубњар групе
- 30. децембар — Џон ван’т Схип, холандски фудбалер и фудбалски тренер[97]

## Смрти

### Јануар
- 28. јануар — Гистав Гаригу, француски бициклиста. (*1884)

### Фебруар
- 6. фебруар — Абд ел Крим, марокански војсковођа, правник и новинар (*1882)

### Август
- 31. август — Жорж Брак, француски сликар. (*1882)

### Новембар
- 2. новембар — Нго Дин Зјем, јужновијетнамски политичар[98]
- 22. новембар — Џон Ф. Кенеди, 35. председник САД[99]
- 22. новембар — Олдус Хаксли, енглески књижевник. (*1894)[100]

## Нобелове награде
- Физика — Јуџин Пол Вигнер; Марија Геперт-Мајер и Ј. Ханс Д. Јенсен
- Хемија — Калр Зиглер, Ђулио Ната
- Медицина — Сер Џон Кару Еклс, Алан Лојд Хоџкин и Ендру Филдинг Хаксли
- Књижевност — Јоргос Сеферис
- Мир — Међународни комитет Црвеног крста и Лига друштава Црвеног крста (Швајцарска)
- Економија — Награда у овој области почела је да се додељује 1969. године